# Rescat del pou de Totalán
El rescat del pou de Totalán, a la província de Màlaga, és un dels majors rescats miners esdevinguts a Espanya, on es va engegar un equip humà de més de 300 persones, a més de maquinària pesant amb la finalitat de rescatar Julen Roselló García, un nen de dos anys que havia caigut a l'interior d'un pou de prospecció d'uns 107 metres de profunditat i 25 centímetres de diàmetre. Aquesta maniobra de rescat va rebre cobertura de mitjans de tot el món i va ser seguit per més de 200 periodistes. La seva complexitat va fer que s'estudiés a la universitat, a classe de geologia.

## Inici
A les 13.57 hores del diumenge 13 de gener de 2019, a través d'una trucada al centre d'emergències de Màlaga, una dona va alertar que un nen de poca edat havia caigut per un forat petit, d'uns 40 centímetres de diàmetre. El terreny del pou on havia caigut el nen és molt inestable i els experts van determinar que qualsevol operació havia de fer-se amb molta cura per evitar despreniments.
Es va engegar un dispositiu i un pla per rescatar el nen, i es va traslladar al lloc una màquina de 75 tones per, al costat d'una altra maquinària pesada, rebaixar el terreny on excavar un pou paral·lel i, una vegada aconseguit el nivell on es creia que hi havia el nen, excavar un túnel horitzontal a càrrec de miners de la Brigada Central de Salvament Miner d'Astúries, especialistes en rescats sota terra, per arribar fins a Julen. Va ser necessari construir una càpsula especial perquè els miners es poguessin desplaçar fins al lloc on es trobava el nen.

## Desenvolupament
- El diumenge 13 de gener de 2019, Julen Roselló García, un nen de 2 anys, es trobava passant el dia al costat de la seva família quan, poc abans de les 14 hores, va caure a un pou situat en una finca privada.[12] Els familiars criden als equips d'emergències.

- El dilluns 14 de gener de 2019, una càmera de vídeo baixa fins als 73 metres de profunditat i localitza una borsa de llaminadures i un got de plàstic a l'interior del pou, que pertanyen a Julen.[13] Els equips de rescat no poden baixar més en topar-se amb un tap de terra dura, suposant que el nen està sota aquest tap..

- El dimarts 15 de gener de 2019, convocat un grup de tècnics i especialistes, opten per l'obertura d'un túnel lateral i un altre horitzontal de 50 i 80 metres, com la millor opció per arribar al nen.[14] Arrenquen els treballs preparatoris.

- El dimecres 16 de gener de 2019, es confirma mitjançant proves d'ADN que s'ha trobat pèl pertanyent al nen a l'interior del pou.[15] Transcendeix que les obres per al pou no tenien permís de la Junta d'Andalusia i el pare de Julen compareix davant els mitjans per dir que ell i la seva dona mantenen viva l'esperança.

- El dijous 17 de gener de 2019, els equips de rescat opten per suspendre la construcció d'un túnel horitzontal per despreniments i duresa del terreny.[16] S'aconsegueix rebaixar en 15 metres el nivell del turó i es decideix llavors la construcció de dos túnels verticals.

- El divendres 18 de gener de 2019, maquinària pesada perfora per obrir un túnel vertical paral·lel al pou i es topen amb un massís rocós de pissarra als 18 metres de profunditat, la qual cosa complica de nou els treballs de rescat.[17]

- El dissabte 19 de gener de 2019, l'operatiu comença a perforar el túnel vertical de 60 metres paral·lel al pou en el qual es troba el nen.

- El diumenge 20 de gener de 2019, durant la matinada, el túnel paral·lel al forat es troba ja a vuit metres d'arribar a la seva fi. S'anuncia que s'allarguen els terminis de rescat per les complicacions sorgides a causa del terreny.

- El dilluns 21 de gener de 2019 s'acaba el pou pel qual la Brigada Minera d'Astúries ha de baixar per fer la galeria que els porti fins al nen.

- El dimarts 22 de gener de 2019, un error de càlcul en el túnel paral·lel obliga a retardar-lo més en haver de perforar-lo més perquè entrin els tubs.
- El dimecres 23 de gener de 2019, l'equip de rescat redueix el diàmetre del tub destinat a la perforació vertical.[18]

- El dijous 24 de gener de 2019 es procedeix a l'"encamisat", amb tubs d'un metre de diàmetre, del pou per on baixaran els miners de la Brigada de Rescat i reomplir 12 metres entorn de la boca del mateix per afermar els tubs i evitar despreniments que puguin taponar l'entrada. Prop de les 18 hores, el grup de miners inicia el descens per començar a excavar el túnel horitzontal que els permeti connectar amb l'altura del túnel en el qual està Julen.
- El divendres 25 de gener de 2019, els miners avancen en la cerca final en el pou.[19] L'equip de rescat excava gairebé 3 dels 3,8 metres que han de perforar per arribar al fons i han de realitzar alguna micro-voladura per trencar roca dura (quarsita).
- A les 1.25 hores del 26 de gener de 2019 de matinada, els equips de rescat aconsegueixen accedir al punt del pou on està Julen i troben el cos sense vida del petit.[20] Tot seguit s'activa la comissió judicial.

## Complicacions en el rescat
Els treballs de preparació de la muntanya per iniciar el rescat es van dur a terme sense cap inconvenient, però posteriorment van sorgir una sèrie de complicacions que van anar allargant els terminis, a més de l'angoixa dels familiars i rescatadors. En primer lloc, l'excavació del túnel paral·lel va ser més lenta del que s'havia pensat en un principi, ja que el terreny va resultar ser més dur de l'esperat i calia dosificar l'ús de les màquines per no espatllar-les. Amb el túnel ja construït, la segona dificultat va sorgir amb l'encamisat. Les canonades que estava previst introduir a l'interior del pou, per assegurar-lo, no hi cabien a causa de discontinuïtats en les parets de la galeria. Aquesta circumstància va obligar els equips de rescat a perforar de nou el túnel per donar-li una major amplària. Les autoritats espanyoles van rebre ofertes de desenes d'empreses internacionals per col·laborar en la cerca, en la qual hi va cooperar la casa sueca de geolocalització Stockholm Precision Tools AB, que va participar en el rescat dels 33 miners atrapats durant 69 dies al nord de Xile l'any 2010. L'operatiu de rescat va dur a terme en pocs dies una tasca d'enginyeria que, habitualment, s'hauria d'haver allargat mesos. Les dimensions de l'obra queden reflectides en algunes xifres ofertes pel delegat del Govern a Andalusia, quan va assegurar que s'havien mogut més de 40.000 tones de terra i s'estava excavant un pou d'una altura equivalent a la de la Giralda de Sevilla. L'inventor de la càpsula de rescat dels miners xilens també va oferir la seva ajuda en aquest rescat.

## Miners d'elit
La Brigada de Salvament Miner, desplaçada des d'Astúries, ha posat a la disposició del rescat a vuit dels seus millors miners d'elit:
- L'enginyer, Sergio Tuñón
- L'enginyer tècnic, Antonio Ortega.
- I sis especialistes: Maudilio Suárez, Lázaro Alves Gutiérrez, José Antonio Horta, Jesús Fernández Prado, Rubén García Llauris i Adrián Villaroel.

Aquesta brigada d'elit ha rebut fins al moment diverses condecoracions i distincions per la seva labor, com a Medalla d'Or al Mèrit en el Treball (1972), Medalla de Plata del Principat d'Astúries (1990) i Medalla de Plata de la Creu Roja  (2005).

## Falsos rumors i teories alternatives
El 24 de gener, la Guàrdia Civil, a través del seu compte oficial de Twitter, es va veure obligada a desmentir un fals rumor que es va fer viral i que va circular per les xarxes socials, especialment per WhatsApp, apuntant a una teoria alternativa sobre l'ocorregut que estaria investigant la Guàrdia Civil i que hauria prohibit a periodistes treure a la llum, fet que la Benemèrita va desmentir.

## Incògnites
Una de les majors incògnites del rescat en el pou de Totalán fou la procedència del tap de terra que obstaculitzava l'accés al nen. Els experts van entendre que aquest tap de terra procedeix dels laterals del pou i va ser arrossegat pel cos del nen durant la seva caiguda, per la qual cosa podia ser una ensulsiada. Una altra hipòtesi parlava que a l'ésser un pou abandonat, el normal és que es produeixin caigudes de les parets laterals. Els especialistes van dir que podria ser comprensible que la humitat, pels efectes de la pluja, hagués desgastat les parets fent perdre consistència i provocant que es desprengués la sorra o la terra del voltant a l'interior del buit del pou.
De les 300 persones que treballen en el rescat del nen, ningú va poder explicar, com aquest tap de terra que impedia veure el que hi havia per sota, podia ser tan compacte, generant una sèrie de preguntes que els experts van tractar de respondre. Assegurant que era poc probable que el tap s'hagués format per la terra arrossegada per la caiguda del nen, atès que pel tipus de perforació se suposa que les parets queden netes, sense restes de sorra o terra. Una altra qüestió és com s'havia compactat tan ràpidament aquest tap, assegurant els experts que si fos de sorra seca, com així sembla ser, hauria trigat setmanes en formar-se, i en aquest cas es va compactar en tan sols 24 hores. Tanmateix, una de les certeses que existien era que des d'on estava el tap fins al fons del pou la distància era de 39 metres.

## Investigació judicial
Independentment del rescat de l'interior del pou, la Guàrdia Civil va iniciar una investigació per reconstruir els fets tal com ocorre en qualsevol altra desaparició, el mar de la naturalesa que sigui. Un jutjat de Màlaga va obrir diligències en el conegut judicialment com el cas Julen. El Jutjat d'Instrucció número 9 de Màlaga va obrir diligències per conèixer les circumstàncies exactes en les quals Julen va caure el diumenge 13 de gener de 2019 dins del pou en una finca familiar als afores de Totalán. Les diligències es van iniciar a partir d'un atestat realitzat per la Guàrdia Civil després de prendre una declaració als pares del menor, l'amo del terreny i la persona que va executar el pou a mitjans del mes de desembre de l'any anterior.
Els agents del Servei de Protecció de la Natura (Seprona) van reconstruir els fets ocorreguts a través de la declaració de José Roselló i Victoria García, pares del nen i dels testimonis com a propietari de la finca, parella d'un familiar de José, i també de la persona que va executar el pou, Antonio Sánchez, màxim responsable de l'empresa Triben Perforaciones. Aquest últim va negar a la Guàrdia Civil haver destapat la prospecció, insistint que ell va deixar el pou perfectament cobert quan va acabar la seva tasca.